# Stillingia argutedentata
Stillingia argutedentata är en törelväxtart som beskrevs av Eugene Jablonszky. Stillingia argutedentata ingår i släktet Stillingia och familjen törelväxter. Inga underarter finns listade i Catalogue of Life.